# Alberto Bimboni
Alberto Bimboni (Firenze, 24 agosto 1888 – New York, 2 giugno 1960) è stato un compositore e direttore d'orchestra italiano naturalizzato statunitense.

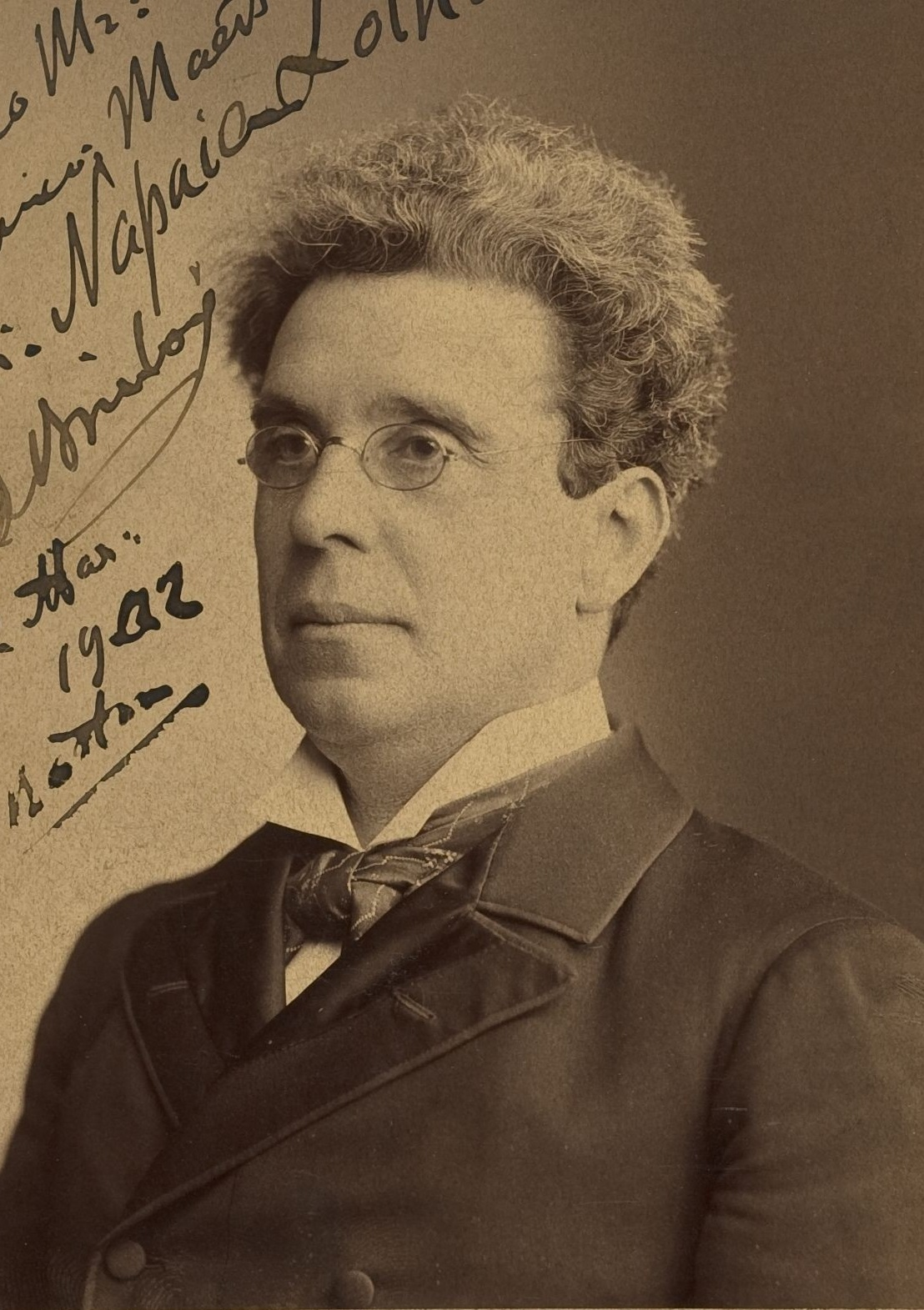
Alberto Bimboni, c. 1902

Nel 1911 emigrò negli Stati Uniti, dove svolse la sua carriera di compositore e insegnante ed è ricordato in particolare per la sua opera Winona che utilizza temi musicali dei nativi americani.

## Biografia
Nato a Firenze nel 1888, Alberto Bimboni si dedica sin da giovanissimo allo studio della musica. All'Istituto Musicale di Firenze è allievo di Giuseppe Buonamici (pianoforte), B. Landini (organo) e Antonio Scontrino (composizione).
Terminati gli studi, lavora inizialmente come insegnante, ma si fa conoscere anche come compositore con l'opera goliardica Fiaschi (su libretto di W. Chiodi e di G. Arrigoni), reappresentata a Firenze al Teatro Salvini nel 1903. Nel 1906-09 fonda e dirige a Firenze con notevole successo una Società di concerti sinfonici popolari e pubblica le sue prime composizione, tra cui Kyrie, a cinque voci (1901).
Nel 1911 lascia l'Italia per accompagnare Giorgio Polacco in una lunga tournée negli Stati Uniti per dirigervi La fanciulla del West di Giacomo Puccini. Si stabilisce alfine a New York, come direttore della società corale "The Wayfarers" e contemporaneamente della Savage Opera Company, apparendo in numerosi concerti con E. Ysaye, J. Mc Cormack, A. Spalding e altri celebri solisti dell'epoca.
Nel 1913-14 dirige la Century Opera di New York e nel 1915 l'Opera House dell'Avana, alternando l'attività di direttore a quella d'insegnante. A New York pubblica varie composizioni, tra cui Only a Rose, per canto e pianoforte, su testo di L. Oro Renard (1912) e una Messa in mi bemolle, per soprano, tenore e bassi, con accompagnamento di organo o di orchestra (1913).
Negli anni '20 si imbarca in un ambizioso e pioneristico progetto di fusione tra gli elementi melodrammatici tradizionali e temi tratti dal folclore musicale dei nativi americani. Il risultato fu l'opera lirica Winona (su libretto di Perry S. Williams). Il soggetto è tratto da una leggenda dei Sioux e racconta di una fanciulla di nome Winona, che si getta nel lago Pepin per evitare un matrimonio combinato. L'opera di Bimboni attrasse l'attenzione dell'allora presidente statunitense Warren Gamaliel Harding che si adoperò per la sua rappresentazione. Interpretata da indiani della tribù Chippewa l'opera fu alfine messa in scena con successo a Portland, Oregon, nel 1926, e ancora al Teatro dell'Auditorium a Minneapolis nel gennaio 1928, dove il compositore riceve il Bispham Memorial Medal Award per il suo lavoro di promozione dell'opera americana.
Segue con minor successo un'altra opera Karina, rappresentata sempre a Minneapolis nel 1928.
Dal 1930 al 1942 Bimboni insegna al Curtis Institut di Filadelfia e dal 1933 anche alla Juillard School of Music di New York; per diciotto anni dirige la stagione estiva a Chautauqua, New York, e dal 1942 è direttore della compagnia d'opera di Canton (Ohio).
Bimboni continua a comporre coltivando sia il genere profano sia quello religioso. Nel 1949 viene rappresentata all'Eastement School di Rochester la sua opera buffa In the Name of Culture.
Bimboni muore a New York il 2 giugno 1960.